# Wan Man
Isla Wan Man (en malayo: Pulau Wan Man) es una pequeña isla (Pulau) en el estado de Terengganu, en el país asiático de Malasia. Se encuentra ubicada frente a la costa este de Terengganu. Es una de los cientos de pequeñas islas que forman parte de esa nación. Pulau Wan Man es donde su ubica un parque temático (llamado Mezquita Cristal de Malasia) que se abrió en febrero de 2008.